# 날아다니는 스파게티 괴물

FSM를 단순화한 로고

날아다니는 스파게티 괴물(Flying Spaghetti Monster, 간단히 FSM, Spaghedeity, 또는 비행 스파게티 괴물)은 캔자스주 교육 위원회가 지적 설계를 생물학적 진화론에 대한 하나의 대안으로 가르쳐야 한다고 결정한 것에 항의하는 목적으로 오리건 주립대학 물리학 석사인 바비 헨더슨이 2005년에 창시한 기독교를 패러디하여 만든 종교이자, 그 종교가 숭배하는 대상을 가리키는 말이다. 날아다니는 스파게티 괴물은 일반적으로 눈자루 두 개와 미트볼 두 개, 많은 면 가락으로 이루어진 면발 뭉치(스파게티를 닮았다) 모습으로 묘사된다. FSM을 종교로 가지는 사람을 파스타파리안(Pastafarian)이라고 부른다. 파스타파리안 교리는 헨더슨이 2006년에 쓴 <날아다니는 스파게티 괴물의 복음서>에서 설명된다.
미디어 노출과 이에 따른 인기몰이로 인해 이 날아다니는 스파게티 종교는 큰 인터넷 밈이 되었다. 또, 날아다니는 스파게티 괴물은 무신론자와 불가지론자에 의해 현대판 러셀의 찻주전자로 여겨지고 있다. 여기서 러셀의 찻주전자란, 수학적으로 증명할 수는 없지만 그렇다고 반증할 수도 없는 상상 가능한 모든 것을 말하며, 날아다니는 스파게티 괴물 역시 거기에 기반을 두고 있다. 버트런드 러셀은 그의 찻주전자 우화에서 "…하지만 그런 찻주전자가 존재한다고 옛 서적에 명확히 나와 있고, 일요일마다 그를 신성한 진리라고 가르치며, 학교에서도 그를 아이들의 정신에 주입시킨다면…"과 같은 언급을 했고, 그것을 실제로 실현시킨 것이 바로 이 날아다니는 스파게티 괴물이라는 것이다.

## 역사
2005년 6월 오리건 주립대학의 물리학 학위자인 바비 헨더슨은, 캔자스 교육 위원회가 공립학교의 생물학 수업에서 지적 설계와 진화를 동등하게 가르쳐야 한다는 주장에 반응하여 정식적인 공청회를 계획하고 있다는 소식을 듣고, 공개적인 서한을 보냈다. 바비 헨더슨은 그의 개인 웹사이트에서, 공립학교의 생물학 수업에서 지적 설계나 “증명 가능한 막대한 증거에 기반을 둔 논리적 추측”(진화론)과 마찬가지로 날아다니는 스파게티 괴물교 역시 동등하게 가르쳐져야만 한다고 정식으로 요청했다. 그는 이것이 받아들여지지 않는다면 “우리는 법적 대응을 감행할 수 밖에 없다.”고 경고했다. 얼마 지나지 않아 그는 위원회 위원 세 명으로부터 그 주장에 동조하는 반응을 받았다. 넷째로 반응을 보인 위원은 그것이 “신에 대한 중대한 모독”이라고 주장했다.
인터넷 잡지인 보잉 보잉 이 2005년 6월 이를 소개하자 그의 웹사이트는 폭넓은 관심을 받았다. 8월, 보잉 보잉과 다른 블로그들 및 인터넷 유머 사이트 등지에서 계속해서 소개되어 이 사이트의 접속량이 폭주했고, 기성 언론의 보도가 뒤따랐다. 이때부터 날아다니는 스파게티 괴물교는 많은 학자의 긍정적인 검토를 받았다. 예컨대 종교인류학자 수잔 존스턴은 날아다니는 스파게티 괴물이 남성과 여성의 모습을 한데 갖추고 있으며, “‘면 가락’은 남성을, 둥근 미트볼 두 개는 위대한 어머니 여신의 젖가슴을 나타낸다.”라고 주장했다.
바비 헨더슨의 사이트의 “Latest News” 섹션에서는, 미국의 대통령 조지 W. 부시와 상원 의원 빌 프리스트가 “다양한 생각들”(부시)과 “신념을 포함한 과학적인 넓은 의미에서의 사실들”(프리스트)을 진화론과 함께 가르쳐야 한다고 주장했다고 말하고 있다. 이 사실을 들어 헨더슨은, 부시와 프리스트 역시 날아다니는 스파게티 괴물을 가르치는 것에 대한 지원을 표명하는 것으로 추정된다고 주장했다. 하지만, 엄밀히 말해 조지 W. 부시와 빌 프리스트가 특별히 날아다니는 스파게티 괴물에 대하여 이야기한 것은 아니다.
2005년 8월, 인터넷 잡지 보잉 보잉은 “예수 그리스도가 날아다니는 스파게티 괴물의 아들이 아님을 증명하는 실험 결과를 만들어내는 사람이라면 누구든지 주겠다.”라며 상금 “지적 설계 통화(Intelligently Designed currency)” 25만 달러를 걸었고, 다른 블로거들에 의해 상금은 백만 달러까지 치솟았다.

## 신앙

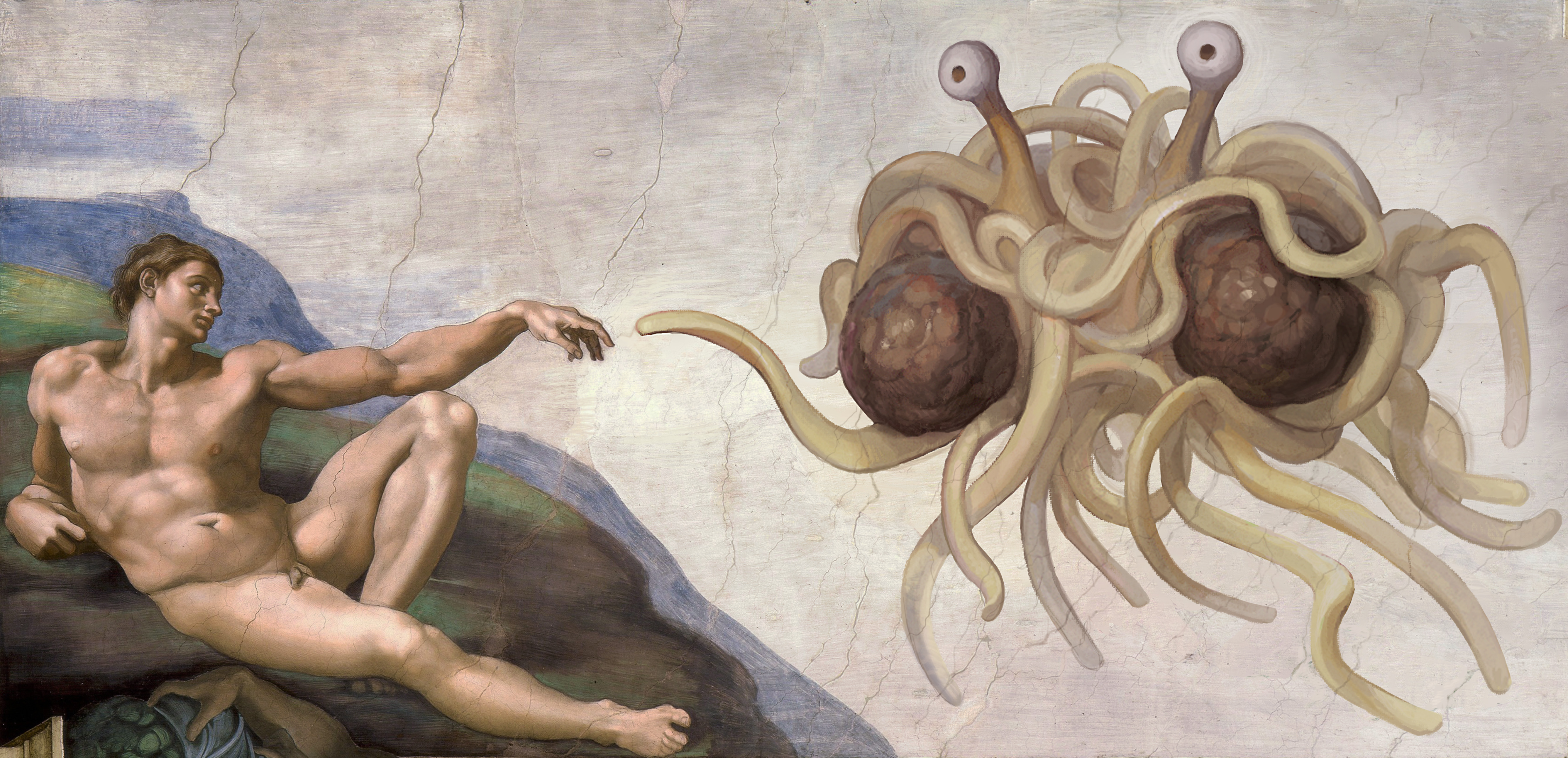
날아다니는 스파게티 괴물이 아담을 창조하는 장면(아담의 창조 패러디)

헨더슨이 제시한 ‘신앙’의 대부분은 지적 설계의 지지자들이 일반적으로 믿는 것들을 패러디하기 위해 고의적으로 선택된 것들이다.
- 누구도 보지 못하고 느끼지 못하는 날아다니는 스파게티 괴물이 산, 나무, 난쟁를 시작으로 천지를 창조하였다.
- 진화의 근거로 제시되는 모든 것은 사실 이 존재에 의해 비의도적으로 조작되었다.
- 지구 온난화, 지진, 태풍, 기타 천재지변은 1800년대부터 해적의 숫자가 감소한 데에 따른 결과다. 해적의 숫자와 전 세계 평균 온도의 상관관계를 나타낸 그래프도 있다.
- ‘그분’께서 선택하신 복장인 해적 의상을 입지도 않고 그분의 말씀을 전하는 것은 무례한 짓이다.
- 이 괴물은 ‘신성한 면 가락’을 움직여 사람들을 올바른 길로 인도한다.
- ‘그분’에 대한 기도는 “아멘” 대신에 보통 “라멘”으로 끝난다.
- 천국에는 스트립 댄서 공장과 맥주 화산이 있다.
- 바비 헨더슨은 이 종교의 예언자다.
- 금요일은 종교적 안식일이다.

## 교리

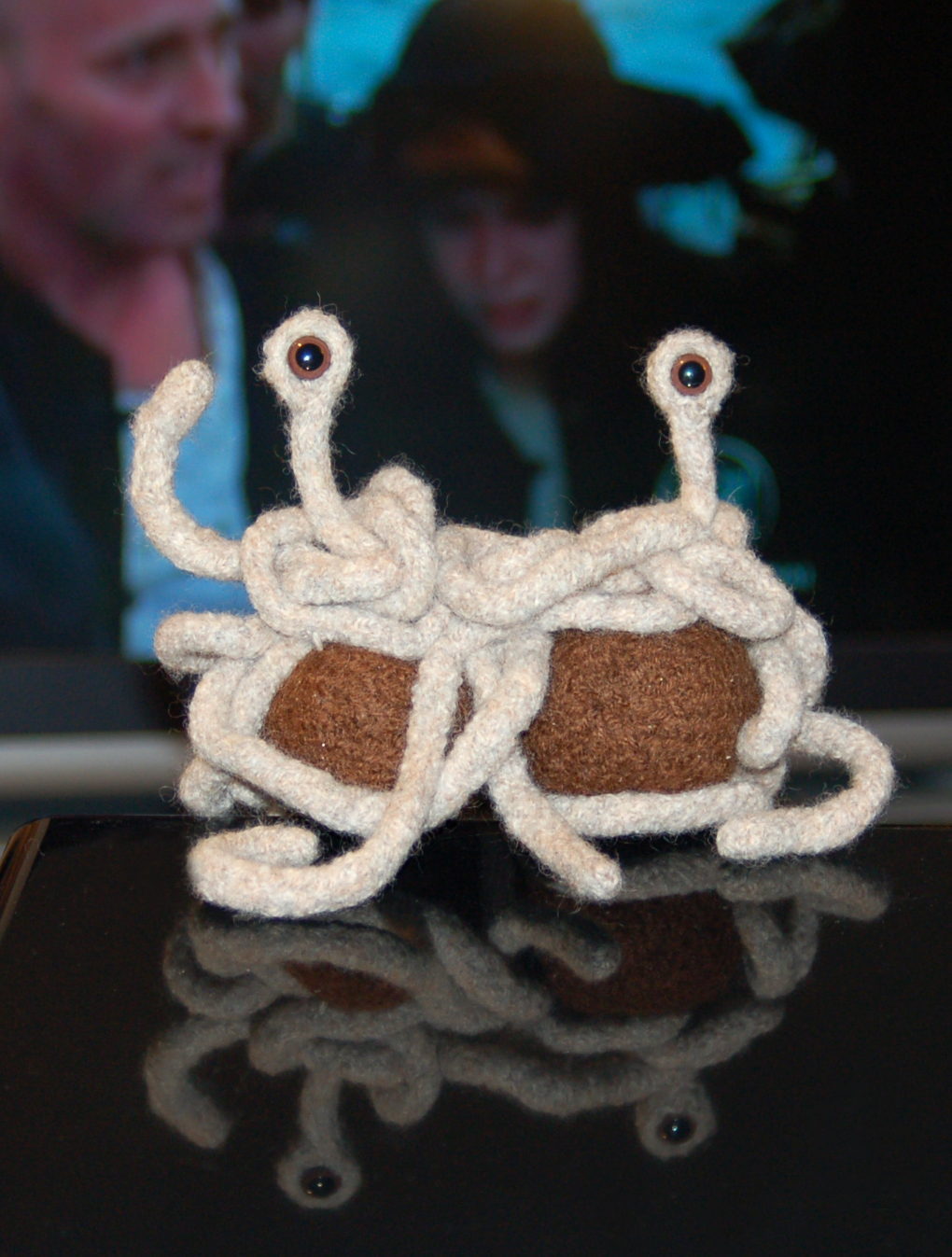
날아다니는 스파게티 괴물의 캐릭터

‘날아다니는 스파게티 괴물의 교회’에서 말하는 교리는 교회마다 다르다. 우주는 날아다니는 스파게티 괴물이 4일에 걸쳐 창조하였다. 일부 교인은 천국이 존재한다고 믿지만 뉴질랜드 교회 등은 천국이나 지옥은 없으므로 현재 인생을 즐기라고 한다. 지옥에 대하여서는 일부는 자비로운 신이 지옥을 창조하실 리 없다며 부정하는 경우도 많고, 상한 맥주와 냉동 스파게티만 있는 곳이라는 이야기도 있다.
이들은 현재 지구의 온난화가 해적의 수가 감소한 데에 이유가 있다고 설명하고 있으며, 선택된 해적 복장을 입고 다님으로써 지구 온난화를 막을 수 있다고 가르친다.
날아다니는 스파게티 괴물의 면은 에너지와 유동성을 상징하며, 미트볼은 힘을, 마지막으로 소스는 자연과 정신의 풍요로움을 상징한다.
FSM이 내세우는 교리는 절대적이기보다는 권유의 형태에 가까운 "웬만하면... 하면 좋겠다"의 형태로 총 10가지가 있다고 전해진다. 현재 전파되는 것은 아래의 8가지로, FSM의 교리를 처음으로 전해 받은 모지 선장이 술에 취해 있었기 때문에 석판 10장 중 2장을 깨어 버려 (또는 바다에 빠뜨려) 2가지가 없어졌다는 설이 있다.

### 8개의 웬만하면 하지 말았으면 하는 것들
1. 웬만하면 나를 믿는다고 남들보다 성스러운 척 하지 말았으면 좋겠다. 나는 나를 믿지 않는다고 맘 상하지 않으며, 어차피 안 믿는 자들에게 하려는 말들이 아니므로 말 돌리지 마라.
2. 웬만하면 내 존재를 남들을 괴롭히는 핑계로 사용하지 말았으면 좋겠다.
3. 웬만하면 다른 사람들의 모습이나 행동들로 그들을 판단하지 말았으면 좋겠다.
4. 웬만하면 스스로와 파트너에게 해 되는 짓은 하지 말았으면 좋겠다.
5. 악의에 찬 다른 이들의 생각을 공격하려면 웬만하면 일단 밥은 챙겨 먹고 했으면 좋겠다.
6. 웬만하면 내 신전을 짓는 데 수억금을 낭비하지 말았으면 좋겠다. 더 좋은데 쓸 데가 많다.
7. 웬만하면 내가 임하여 영지를 내린다고 떠들고 다니지 말았으면 좋겠다. 이웃을 사랑하랬다. 좀 알아 먹어라.
8. 상대방이 싫어한다면, 웬만하면 남들이 너에게 해주기 바라는 대로도 남들에게 하지 마라. 상대방도 좋아한다면 상관없다.

구글 플레이스토어에는 'Flying Spaghetti Monster - FSM'이라는 이름의 스마트폰 게임이 있다.
날아다니는 스파게티 괴물의 여정을 주제로 한 게임으로 날아다니는 스파게티 괴물을 움직여 여러 종교의 상징하는 그림을 회피하면서 앞으로 나아가는 것이 이 게임의 목적이다.

## 짧게 등장한 만화
- [프랑켄 프랑 26편]
- 네이버 웹툰 [데우스 엑스 마키나 25편]
- [이 멋진 세계에 축복을] 원작 웹 소설

5부 19화

## 같이 보기
- 기독교
- 보이지 않는 분홍 유니콘
- 진화론
- 창조주의
- 창조과학
- 미트볼 스파게티